# The Naughty Nine: Jobb lopni, mint kapni
A The Naughty Nine: Jobb lopni, mint kapni (eredeti cím: The Naughty Nine) 2023-es amerikai filmvígjáték, amelyet Alberto Belli rendezett. A főbb szerepekben Winslow Fegley, Camila Rodriguez, Derek Theler, Deric McCabe és Danny Glover látható.
Amerikában 2023. november 22-én, Magyarországon 2023. december 16-én mutatta be a Disney Channel.

## Cselekmény
Andy Steele egy ötödikes fiú, aki állandóan bajba kerül legjobb barátjával, Dulce Gutierrezzel. Nemrég egy rablást hajtottak végre, melynek során elkobzott játékokat loptak el a tantestülettől, hogy visszaadják a gyerekeknek, bár pénzért. Andy állandóan összeveszik a húgával, Laurellel, aki mindig a helyes dolgot teszi, és állandóan megpróbálja lebuktatni Andyt a cselszövései miatt, bár általában túljár az eszén.
Karácsony napján Andy rájön, hogy nem kapta meg karácsonyra a videójáték-konzolját, míg Dulce hasonlóan nem kapta meg az íjkészletét. A műszaki ismeretekhez értő barátjuktól, Lewis Sobongtól megtudják, hogy valószínűleg a rosszcsontok listáján vannak. Internetes algoritmusa segítségével felfedezi, hogy számos más gyerek is rajta van a listán. Mivel úgy érzik, hogy a Mikulás szelektivitása túl messzire ment, Andy és Dulce úgy döntenek, hogy Lewis beleegyezésével elmennek az Északi-sarkra az ajándékaikért, annak ellenére, hogy ő nem rosszalkodik.
Andy és Dulce megbízza Lewist, hogy szűkítse a helyiekre a rosszcsontok listáján szereplő jelöltek körét. Az eredmények alapján Andy, Dulce és Lewis a következőket toborozza: Ha-Yoon Si-u, egy lány, aki szereti a fenegyerekes mutatványokat, és vakmerő viselkedése miatt rosszalkodik. Rose Wingert, egy állatsimogatót, akit rajtakaptak, hogy vadállatokat enged szabadon. Jon Anthony Dizon, egy divattervező, akinek csintalan viselkedése nem derül ki. Albert Reyes, egy kisfiú, aki cukiságát kihasználva megszerzi, amit akar. Laurel sznob tornász riválisa, Bethany.
Andy megtudja, hogy apja egyik munkatársa, egy Bruno nevű pilóta azt állította, hogy látta a Mikulás rénszarvasát az egyik teherszállító repülése során. Elhatározza, hogy segít Andy-nek, hogy őt is igazolja. Az utolsó pillanatban Dulce felveszi a kapcsolatot Andyvel, és közli vele, hogy Bethany visszalépett, miután végül megkapja a mobiltelefont, amit végül a szüleitől kapott. Andy-nek sikerül beszerveznie a vonakodó Laurelt, hogy helyettesítse őt azzal, hogy Bethany kigúnyolta, hogy Laurel nem tudja elvégezni a munkát.
Bruno elviszi a gyerekeket az Északi-sarkra, ahol Jon Anthony négyszemközt bevallja Rose-nak, hogy ő a rosszcsontok listáján van, mert az "eredetijei" valójában lopott tervek. Ennek ellenére sikerül meggyőző manójelmezeket készítenie mindenkinek. A csoport kénytelen kényszerleszállást végrehajtani, bár Brunónak sikerül rábeszélnie a helyi légierőt, hogy ő csak leltárt készít. A gyerekek úgy lopakodnak be Mikulásfalvára, hogy Albert cukiságával eltereli egy manó figyelmét. Rose és Ha-Yoon beszervezik a Mikulás néhány rénszarvasát a meneküléshez, míg Lewis megtalálja a biztonsági szobát. Andy, Dulce, Jon Anthony és Laurel megállnak egy manó partin, ahol rövid ideig jól szórakoznak, de Andy mindenkit távozásra kényszerít. Amikor megtalálják a rosszcsontok listáját, rájönnek, hogy valóban rajta vannak, kivéve Laurelt, és megtalálják a Mikulás többnyire üres páncélszekrényét az egyes ajándékaikkal együtt, és elviszik őket. Bosszúból Laurel elveszi azt, ami Bethany telefonja lett volna.
A csoportnak Rose és Ha-Yoon jóvoltából sikerül elmenekülnie, és a manó biztonságiak elől menekülve elkapják Lewist és Albertet. Amikor. Bruno figyelmezteti őket, hogy kénytelen felszállni és mindenki szálljon be. Andy azonban úgy dönt, hogy nem száll fel, és megtartja az ajándékokat, amikor a manó biztonságiak elkapják.
Magához a Mikuláshoz viszik, aki megfenyegeti, hogy őt és mindenki mást is végleg a rosszcsontok listájára tesz, de Andy ragaszkodik hozzá, hogy csak őt kell megbüntetni. Amikor a Mikulás egyszerűen csak rá és Laurelre korlátozza a listát, Andy megdöbben. A többi rosszcsont kilencet is behozzák, Andy és Laurel kibékülnek egymással. A Mikulás elmondja nekik, hogy senki sem marad örökre a rosszcsontok listáján, és hogy csak kedvesnek kell lenniük. A rosszcsontoknak megengedik, hogy távozzanak. Bruno kap egy szelfit a Mikulással.
Egy évvel később Andy egész évben különösen jó volt, és behívják az igazgatói irodába. Megérkezésekor Andy-t a Mikulás fogadja, aki közli vele, hogy szüksége van rá, hogy újra felvegye a rosszcsontoknak egy ismeretlen célra.

## Szereplők
| Szereplő          | Színész          | Magyar hang           | Leírás |
| ----------------- | ---------------- | --------------------- | --- |
| Andy Steele       | Winslow Fegley   | Tóth Csanád           | Ötödikes, aki az Északi-sark kirablását készíti elő. Emiatt és még sok más okból került fel a rosszcsontok listájára.                |
| Dulce Gutierrez   | Camila Rodriguez | Hegedűs Johanna       | Andy legjobb barátja, aki nagyon jól bánik az íjjal.                                                                                 |
| Bruno             | Derek Theler     | Seszták Szabolcs      | Pilóta, akit Andy toboroz a rosszcsontok közé, hogy elvigye őket az Északi-sarkra.                                                   |
| Jon Anthony Dizon | Deric McCabe     | Simon Barnabás        | Fiú, aki nagyon ért a ruhakészítéshez, bár ő maga sosem tervezett semmit. Csalásért szerepel a rosszcsontok listáján.                |
| Rose Wingert      | Clara Stack      | Blazsó Regina         | Lány, aki megérti az állatokat és tud velük beszélni. A fogságban tartott állatok kiszabadításáért szerepel a rosszcsontok listáján. |
| Lewis Sobong      | Anthony Joo      | Rostás Ábel           | Fiú, aki évek óta tanulmányozza az Északi-sarkot és a Mikulásfalut.                                                                  |
| Albert Reyes      | Ayden Elijah     | Holló-Zsadányi Norman | Fiatal fiú, aki kihasznál másokat, mert aranyos. Emiatt van a rosszcsontok listáján.                                                 |
| Ha-Yoon Si-u      | Imogen Cohen     | Schmidt Karolina      | Vakmerő lány, aki szeret vakmerően élni. Emiatt van a rosszcsontok listáján.                                                         |
| Laurel Steele     | Madilyn Kellam   | Engel-Iván Lili       | Andy "jó kislány" húga, aki tornász.                                                                                                 |
| Mikulás           | Danny Glover     | Kajtár Róbert         | |
| Bethany           | Liyou Abere      | Rostás Luca           | Sznob tornász és Laurel riválisa. A sznobsága miatt került a rosszcsontok listájára.                                                 |

### Magyar változat
- Főcím: Orosz Gergely
- Magyar szöveg: Nacsa-Bán Zsanett
- Hangmérnök és vágó: Bogdán Gergő
- Gyártásvezető: Bogdán Anikó
- Szinkronrendező: Dobay Brigitta
- Produkciós vezető: Szentes Nikolett

A szinkront az Iyuno Hungary készítette.

## A film készítése
2022. február 7-én jelentették be, hogy a Disney Branded Television egy Karácsonyi filmet fejleszt a Disney Channel számára. A filmet Alberto Belli rendezte, Suzanne Todd, Jed Elinoff és Scott Thomas lett a film producere.
2023. szeptember 28-án jelentették be, hogy Danny Glover csatlakozott a film szereplőgárdájához a Mikulás szerepében.